# 張韶南
張韶南（？—1861年），字琴五，河南省澠池縣人，清朝政治人物。同進士出身。

## 生平
張韶南少有文名，道光二十四年（1844年）考中甲辰科舉人，二十七年（1847年）中式丁未科三甲進士，歷任江西湖口、鉛山、餘、新建、豐城等縣知縣，任內賑災救荒，清理積案，頗有政績，晉升知州。咸豐八年（1858年），曾國藩督辦團練，圍剿太平軍，委張韶南辦理糧台事宜，以功加候補知府。咸豐十一年（1861年）因積勞病卒，曾國藩以對軍務有功上奏，追贈中憲大夫。民國《澠池縣志》有傳。